# تصنيف نسبة الذكاء
تصنيف نسبة الذكاء هو الممارسة التي تستخدمها الجهات الناشرة لنسب الذكاء بهدف تصنيف نطاقات درجات «آي كيو» في فئات مثل «متفوق» أو «متوسط».
تستخدم جميع اختبارات «آي كيو» الحالية طريقة «انحراف نسبة الذكاء». في هذه الطريقة، تشير درجة «آي كيو» 100 إلى حصول المتقدم للاختبار على مستوى متوسط من الأداء في عينة من المتقدمين من العمر نفسه مستخدمة كمعيار في الاختبار. تشير درجة «آي كيو» 115 إلى حصول المتقدم للاختبار على انحراف معياري واحد فوق المتوسط، بينما تشير درجة 85 إلى حصوله على انحراف معياري واحد تحت المتوسط وهكذا. تُستخدم انحرافات نسبة الذكاء في الوقت الحالي من أجل التسجيل القياسي لجميع اختبارات «آي كيو» نظرًا إلى سماحها بإيجاد تعريف ثابت لنسبة الذكاء لدى الأطفال والبالغين على حد سواء. عند تطبيق تعريف «انحراف نسبة الذكاء» الحالي على درجات اختبار «آي كيو» القياسية، يحصل ما يقارب ثلثي المتقدمين للاختبار على درجات متراوحة بين 85 و115، بينما يحصل 5 بالمئة من جميع سكان العالم على نتيجة أعلى من 125.
لاحظ لويس ماديسون تيرمان والمطورون الأوائل لاختبارات «آي كيو» تشارك معظم نتائج «آي كيو» الخاصة بالأطفال نفس الرقم تقريبًا بغض النظر عن عملية الاختبار. تظهر جميع اختبارات «آي كيو» اختلافات طفيفة في الدرجات حتى عند تقدم الشخص نفسه لنفس الاختبار مرارًا وتكرارًا. تختلف درجات «آي كيو» أيضًا بشكل طفيف بالنسبة للشخص المتقدم للاختبار بشكل أكبر من اختلافها بالنسبة لناشر الاختبار من العمر نفسه. لا توجد أسماء وتعريفات موحدة مستخدمة من قبل جميع الجهات الناشرة لاختبارات نسبة الذكاء من أجل تصنيف درجات «آي كيو».
ظهرت العديد من محاولات تصنيف الأفراد في فئات ذكاء مختلفة حتى قبل اختراع أي اختبارات «آي كيو»، من خلال ملاحظة سلوكياتهم في الحياة اليومية. ما تزال هذه الأشكال الأخرى لملاحظة السلوك هامة من أجل التأكد من صحة التصنيفات الموضوعة وفقًا لنتائج اختبارات «آي كيو». يعتمد كل من تصنيف الذكاء بالاستناد إلى ملاحظة السلوك خارج غرفة الاختبار وتصنيفه بالاستناد إلى اختبار «آي كيو» على تعريف «الذكاء» المستخدم في حالة محددة بالإضافة إلى موثوقية التقديرات واحتمال الخطأ فيها عند إجراء التصنيفات.

## تصنيف نسب الذكاء المرتفعة

### العبقرية
كان فرانسيس غالتون (1822-1911) رائدًا في دراسة الإنجازات البشرية العظيمة والاختبارات العقلية على حد سواء. في كتابه العبقرية الموروثة، الذي كتبه قبل تطور أي اختبارات لنسبة الذكاء، أشار غالتون إلى قوة التأثيرات الوراثية على القدرة على تحقيق الإنجازات العظيمة إلى جانب ندرة النباهة بين عامة الناس. استخدم لويس تيرمان في نسخة اختبار ستانفورد بينيت لعام 1916 مصلحي «عبقري تقريبًا» و«عبقري» في وصف التصنيف الأعلى. بحلول عام 1926، بدأ تيرمان في نشر دراسة مطولة على طلاب مدارس كاليفورنيا الذين أحالهم معلموهم للخضوع إلى اختبارات «آي كيو»، وأطلق عليها اسم الدراسات الجينية للعبقرية ليستمر في هذه الدراسة طوال حياته. كتبت كاثرين م. كوكس، إحدى زميلات تيرمان، كتابًا كاملًا باسم السمات العقلية المبكرة لدى 300 عبقري، ونشرته بوصفه المجلد رقم 2 من سلسلة كتب الدراسات الجينية للعبقرية، إذ حللت فيه بيانات السيرة الذاتية للعباقرة على مر التاريخ. على الرغم من تعرض تقديراتها لدرجات «آي كيو» الخاصة بمرحلة الطفولة لدى الشخصيات التاريخية، التي لم يسبق لها الخضوع لأي اختبار «آي كيو»، لانتقادات عديدة مستندة إلى أسس منهجية، اعتُبرت دراسة كوكس شاملة فيما يتعلق باكتشاف الأمور المهمة الأخرى المغايرة لنسبة الذكاء في تشكيل العبقرية. مع صدور المراجعة الثانية لعام 1937 لاختبار ستانفورد بينيت، تخلى تيرمان عن استخدام مصطلح «عبقري» بين تصنيفات نسبة الذكاء في هذا الاختبار، وفي جميع الاختبارات اللاحقة. في عام 1939، كتب فيكسلر «نحن بالأحرى مترددون في وصف شخص ما بأنه عبقري على أساس درجة اختبار ذكاء واحدة».
ساهمت دراسة تيرمان المطولة في كاليفورنيا في النهاية بإيجاد دليل تاريخي على كيفية ارتباط العبقرية بدرجات «آي كيو». شارك كثير من طلاب كاليفورنيا في هذه الدراسة وفقًا لتوصية من معلميهم. استطاع اثنان من الطلاب الذين لم يتمكنوا من دخول الدراسة، نظرًا إلى تحقيقهما درجات «آي كيو» منخفضة للغاية بالنسبة لمقاييس الدراسة، الحصول على جائزة نوبل في الفيزياء: ويليام شوكلي ولويس ألفاريز. وفقًا للنتائج التاريخية لدراسة تيرمان والأمثلة البيوغرافية العديدة مثل ريتشارد فاينمان، الذي امتلك درجة «آي كيو» 125 ليحصل لاحقًا على جائزة نوبل في الفيزياء ويُوصف بالعبقرية على نطاق واسع، تتمثل وجهة النظر الحالية لدى علماء النفس وغيرهم من باحثي العبقرية في ضرورة وجود حد أدنى من «آي كيو»، ما يقارب 125، من أجل العبقرية، لكن لا تصبح هذه النسبة كافية لتطور العبقرية لدى الفرد إلا عند ترافقها مع مؤثرات إضافية معرفة بواسطة كوكس في دراستها البيوغرافية: فرصة لتطوير الموهبة بالإضافة إلى امتلاك سمات العزيمة والإصرار. كتب تشارلز سبيرمان في عام 1927، مع الأخذ في الحسبان النظرية المؤثرة التي وضعها – يشمل الذكاء «العامل العام» و«العوامل الخاصة» المتعلقة بمهام عقلية محددة – «كل إنسان عادي، رجلًا، أو امرأة أو طفلًا، هو أيضًا عبقري في شيء ما وأبله في شيء آخر».

### الموهبة
تتمثل إحدى نقاط الإجماع الرئيسية بين باحثي الموهبة الفكرية في عدم وجود تعريف متفق عليه للموهبة. على الرغم من غياب الاتفاق العلمي حول تحديد المتعلمين الموهوبين، يستند ذلك بشكل فعلي على أرض الواقع إلى درجات «آي كيو» من أجل تحديد المشاركين في البرامج الدراسية المخصصة للموهوبين. تعتمد العديد من مدارس الولايات المتحدة في الحقيقة درجة «آي كيو» 130، بما في ذلك نسبة 2 إلى 3 بالمئة الأعلى بين جميع المواطنين كدرجة نهائية للقبول في برامج الموهوبين الدراسية.
اقتُرحت خمسة مستويات مختلفة للموهبة من أجل التمييز بين الاختلافات الشاسعة في القدرات الموجودة بين الأطفال على الطرفين المختلفين من طيف الموهبة. على الرغم من غياب الإجماع القوي على موثوقية هذه المحددات الكمية، إلا أنها تحظى بقبول العديد من خبراء الأطفال الموهوبين.
منذ عام 1937، أشار لويس تيرمان إلى ارتفاع نسبة الخطأ في تقدير درجات «آي كيو» مع ارتفاع درجة «آي كيو» المحصلة، إذ تقل بالتالي درجة اليقين عند تعيين المتقدم للاختبار في نطاق درجات معينة مع اختيار نطاق أعلى. تمتلك درجات «آي كيو» الحالية مجالات خطأ أكبر بالنسبة لدرجات «آي كيو» العالية. في الحقيقة، لا يوجد أي أساس محكم للتمييز بين أولئك «الموهوبين بشكل استثنائي» و«الموهوبين بشكل كبير». أظهرت جميع الدراسات المطولة حول «آي كيو» إمكانية تحقيق المتقدمين للاختبار درجات أعلى وأقل باستمرار، وبالتالي تغير تصنيفهم لمرتبة أعلى وأقل خلال سير طفولتهم عند مقارنتهم مع بعضهم البعض. تزعم بعض الجهات المجرية للاختبار أن فئات تصنيف «آي كيو» مثل «موهوب بشكل كبير» ذات معنى مفيد، إلا أنها مستندة بشكل مطلق إلى المراجعة الثالثة لاختبار ستانفورد بينيت (فورم إل - تي). تمثل «آي كيو» 160 أعلى درجة قياسية لمعظم اختبارات نسبة الذكاء المبلغ عنها، ما يقارب المئين 99.997 (بغض النظر عن مسألة درجة الخطأ المعتبرة في القياس عند هذا المستوى من «آي كيو» في أي اختبار نسبة ذكاء). تُعد درجات «آي كيو» الأعلى من هذا المستوى مشكوك بصحتها نظرًا إلى غياب الحالات القياسية الكافية التي يمكن الاستناد إليها من أجل وضع مرتبة مبررة إحصائيًا. علاوة على ذلك، لا يوجد أي تحقيقات بصحة ستافورد بينيت إل-إم بين السكان البالغين، ولا يوجد أي مصطلحات ذات صلة مذكورة في كتابات لويس تيرمان. على الرغم من ذلك، يوجد في الوقت الحالي اختباران لتوفير «المعايير المتوسعة» التي تسمح بإيجاد تصنيف لمستويات الموهبة المختلفة، إلا أنها غير مستندة إلى بيانات موثوقة.